# ローランド・Uシリーズ
Uシリーズは、ローランドが販売していたシンセサイザーの型番・商品名及びそれらのシリーズ名である。PCMシンセサイザー。前身はDシリーズ。

## シリーズ一覧
U-110
DC-PCM方式、31ボイス／6パート・マルチティンバー、1Uラック・サイズの音源モジュール。99音色。
拡張カードSN-U110シリーズを4枚同時使用可能。16桁×2行の液晶を搭載。
U-220
RS-PCM方式、30ボイス／6パート+1リズム・マルチティンバー、1Uラック・サイズの音源モジュール。128音色。
拡張カードSN-U110シリーズを2枚同時使用可能。24桁×2行の液晶を搭載。
U-110の改良型で不評であったノイズなどが軽減されている。またU-110では事実上不可能に近かった音色の編集が可能となり、編集結果の本体保存も可能となっている。
プリセット音色はU-110に対してSN-U110シリーズからいくつか追加されているが、反面いくつかの音色は削除された。また、拡張カードが同時に2枚しか使用出来なくなった。
U-20
RS-PCM方式、30ボイス、U-220の61鍵版。128音色。
拡張カードSN-U110シリーズを2枚同時使用可能。パッチなどを保存するためのRAMカードを1枚使用可能。24桁×2行の液晶を搭載。
CM-32P
DC-PCM方式、31ボイス／6パート・マルチティンバー、1U 2/3ラック・サイズの音源モジュール。ウェーブフォーム84種類。
拡張カードSN-U110シリーズを1枚使用可能。
U-110をDTM用音源にしたもの。横幅が約2/3に小さくなったこと以外にも、LA音源のCM-32Lとサイズやデザインを統一し前面には電源スイッチ・ボリューム・カードスロット程度しかないシンプルなデザインになった。
プリセット音色がU-110の99種類から84種類に減らされている。初期設定で84種類のうち固定された64種類がパート前半に割り当てられ、拡張カードの1～64番がパート後半の65～128番に割り当てされるようになっており、拡張カードを挿入するだけで面倒なエクスクルーシブメッセージなどを使用せず手軽に拡張カードの音色が使用できるように工夫されている。
ただし、15種類存在する拡張カードのうちSN-U110-07(Electric Guitar)のみ71音色を持つため、65～71番の音色を使用するためにはエクスクルーシブメッセージで設定を行う必要がある。
CM-64
CM-32PにLA音源モジュールCM-32Lの機能を追加したもの。サイズやデザインはCM-32Pと同一。

## 拡張カード SN-U110シリーズ
SN-U110-01「Pipe Organ & Harpsichord」
20音色を追加する。
SN-U110-02「Latin & F.X.Percussions」
45音色とドラムセット7種を追加する。
SN-U110-03「Ethnic」
38音色を追加する。
SN-U110-04「Electric Grand & Clavi」
12音色を追加する。
SN-U110-05「Orchestral Strings」
11音色を追加する。
SN-U110-06「Orchestral Winds」
35音色を追加する。
SN-U110-07「Electric Guitar」
71音色を追加する。
SN-U110-08「Synthesizer」
28音色を追加する。
SN-U110-09「Guitar & Keyboard」
16音色を追加する。
SN-U110-10「Rock Drums」
ドラムセットを2種追加する。
SN-U110-11「Sound Effects」
34音色を追加する。
SN-U110-12「Sax & Trombone」
20音色を追加する。
SN-U110-13「Super Strings」
12音色を追加する。
SN-U110-14「Super Ac Guitar」
19音色を追加する。
SN-U110-15「Super Brass」
13音色を追加する。